# Norge i olympiska sommarspelen 2016
Norge deltog vid de olympiska sommarspelen 2016 i Rio de Janeiro, Brasilien.

## Medaljer
| Medalj | Namn                          | Sport     | Gren                                  |
| ------ | ----------------------------- | --------- | ------------------------------------- |
| 3      | Kjetil Borch Olaf Tufte       | Rodd      | Herrarnas dubbelsculler               |
| 3      | Kristoffer Brun Are Strandli  | Rodd      | Herrarnas lättvikts-dubbelsculler     |
| 3      | Stig-André Berge              | Brottning | Herrarnas 59 kg, grekisk-romersk stil |
| 3      | Norges damlandslag i handboll | Handboll  | Damernas turnering                    |

## Simning
Herrar
| Idrottare           | Gren         | Heat    | Heat      | Semifinal | Semifinal | Final     | Final     |
| Idrottare           | Gren         | Tid     | Placering | Tid       | Placering | Tid       | Placering |
| ------------------- | ------------ | ------- | --------- | --------- | --------- | --------- | --------- |
| Henrik Christiansen | 400 m frisim | 3.47,90 | 17        | i.u.      | i.u.      | Ej vidare | Ej vidare |

K = Vidarekvalificerad; NR = norskt rekord; OR = olympiskt rekord; VR = världsrekord

## Triathlon
Norge deltog med en triathlet vid sommarspelen 2016.
| Triathlet            | Gren           | Simning | T1   | Cykling | T2   | Löpning | Total tid | Placering |
| -------------------- | -------------- | ------- | ---- | ------- | ---- | ------- | --------- | --------- |
| Kristian Blummenfelt | Herrarnas lopp | 17.39   | 0.49 | 56.12   | 0.34 | 32.17   | 1:47.31   | 13        |